# Ракино (остров)
Ракино (англ. Rakino Island) — остров в Новой Зеландии. Административно входит в состав региона Окленд.

## География
Ракино представляет собой небольшой остров, расположенный в заливе Хаураки, к северо-востоку от новозеландского города Окленд и к юго-западу от острова Мотутапу. Длина острова составляет около 2,4 км, ширина — 1,2 км, а общая площадь суши — 1,46 км².
Поверхность Ракино холмистая. Почвы отличаются высоким плодородием из-за вулканического верхнего слоя, образовавшегося в ходе вулканического извержения на соседнем острове Рангитото около 600 лет назад. Ниже расположен тонкий слой глинистой почвы, под которой находится слой горной породы граувакка.
Большая часть острова расчищена под пастбища, хотя на побережье встречаются небольшие заросли дерева похутукава.

## История
Коренными жителями Ракино являются представители новозеландского народа маори. В январе 1840 года они продали остров европейцу Томасу Максвеллу, который, в свою очередь, продал его в 1862 году губернатору Новой Зеландии, Джорджу Грею, который намеревался построить на Ракино свою усадьбу. Тем не менее после приобретения острова Кавау, где и была в конечном счёте построена губернаторская резиденция, Грей потерял всякий интерес к Ракино, поэтому в 1872 году остров был продан семье Джорджей. Однако новые владельцы не обосновались на Ракино, поэтому он был сдан ими в аренду Альберту Санфорду, который в 1879 году заключил арендный договор сроком на 10 лет (согласно ему на острове запрещались горные разработки и вырубка дерева похутукава). В 1891 году владение Ракино перешло к Джеймсу Хью Коутсу, а в 1904 году — Элизабет Энн Санфорд, жене Альберта Санфорда.
Впоследствии остров несколько раз сменял владельцев, становясь то крупным центром по вылову рыбы, то крупной овцеводческой фермой. В 1963 году остров приобрёл Максвелл Рикард, президент организации «United peoples' Organisation», который планировал создать на нём клинику для душевнобольных, международный приют для сирот, убежище для одиноких матерей и приют для престарелых. Однако планам не было суждено сбыться, и в 1965 году Ракино был разделён на 25 участков по 10 акров и 125 более мелких участков, которые в скором времени были распроданы.